# Jeffrey Ntuka
Jeffrey Ntuka-Pule (né le 10 mai 1985 à Polokwane (Afrique du Sud) et mort le 21 janvier 2012 à Kroonstad (Afrique du Sud)) est un joueur international sud-africain de football, naturalisé belge en 2008.

## Biographie
Ntuka commence sa carrière junior à l'âge de sept ans aux City Pillars, club basé à Witbank, près de Polokwane. En 1996, il change de club et part pour l'Ouganda en signant au Simba FC, puis revient en Afrique du Sud dans l'équipe de Maritzburg United. Un an plus tard, Ntuka revient dans son club formateur des City Pillars où il reste une année. En 1999, il rejoint la Transnet Sport School of Excellence à Johannesbourg. 
En 2003, Ntuka est recruté par Chelsea mais ne joue aucun match officiel : après six mois passés dans l'équipe réserve du club londonien, il est prêté au club belge du KVC Westerlo. En 2005, il est sélectionné en équipe nationale des moins de 23 ans et en devient même le capitaine. Il intègre ensuite l'équipe nationale et dispute cinq matches sous le maillot sud-africain mais n'est pas retenu dans la liste des joueurs sélectionnés pour disputer la CAN 2006. Il revient à Chelsea en décembre 2008 mais, le club ne souhaitant pas le conserver, il ne reste que deux mois avant de s'engager pour 18 mois en faveur du club sud-africain des Kaizer Chiefs. Au terme de son contrat, il choisit de rejoindre Supersport United, tenant du titre, pour la saison 2010-2011 mais son équipe ne termine que septième du championnat. À la fin de la saison, son bail n'est pas renouvelé et il se retrouve sans club après une tentative infructueuse pour rejoindre un club de deuxième division belge.
Parallèlement à sa carrière de footballeur, Ntuka connaît des problèmes liés à l'alcool, malgré les dires de son entraîneur Gavin Hunt qui pense qu'il a fini par surmonter ces difficultés. Dans la nuit du 20 au 21 janvier 2012, au cours d'une bagarre dans une boîte de nuit de Kroonstad, il est poignardé et meurt des suites de ses blessures dans la journée,.